# Fritz Baare

Fritz Baare

Fritz Baare (* 9. Mai 1855 in Bochum; † 10. April 1917 in Bad Oeynhausen; vollständiger Name: Friedrich August Baare) war ein deutscher Unternehmens-Manager und Industrieller.

## Leben und Wirken

### Herkunft, Ausbildung und Familie
Fritz Baare, der Sohn des Bochumer Industriellen Louis Baare, beendete seine Schulausbildung in Arnsberg 1873 mit der Reifeprüfung und studierte danach in Berlin und Karlsruhe. Durch einen mehrmonatigen Aufenthalt in Paris und zwei Jahre in Leeds (England) verbesserte er außerdem seine technischen und sprachlichen Fähigkeiten.
Am 1. Mai 1880 trat er in die Dienste des Bochumer Vereins, wo er als Stellvertreter seines Vaters arbeitete. Am 19. August 1882 heiratet er Hedwig Wilhelmine Heintzmann (* 21. Juli 1861; † 18. November 1948), eine Tochter des Bochumer Bergrates Heintzmann, die sich um zahlreiche soziale Einrichtungen verdient machte. Mit ihr hatte er zwei Töchter.

### Berufliches Wirken
Am 5. Januar 1895 wurde Fritz Baare Nachfolger seines Vaters als Generaldirektor des Bochumer Vereins. Anders als dieser hatte er aber kaum politische Ambitionen, sondern kümmerte sich vornehmlich um die Belange des Unternehmens. Insbesondere durch die Konstruktion einer der ersten in Deutschland errichteten hydraulischen 4.000-t-Schmiedepresse machte er sich in der damaligen Fachwelt einen Namen. Darüber hinaus war er zweiter Vorsitzender der Handelskammer zu Bochum und 1905 bis 1916 für den Wahlkreis Bochum-Stadt und die Nationalliberale Partei Mitglied des westfälischen Provinziallandtags. Er gehörte auch dem Verein Deutscher Ingenieure (VDI) und dem Bochumer Bezirksverein des VDI an.
Fritz Baare erlag den Spätfolgen eines Herzinfarktes, die ihn in seinen letzten Lebensjahren bereits stark einschränkten. Sein Grab befindet sich in der Familiengruft Baare im heutigen Bochumer Kortumpark. Sein Nachfolger als Generaldirektor des Bochumer Vereins wurde sein jüngerer Bruder Wilhelm Baare (1857–1938).

## Auszeichnungen
Fritz Baare wurden wegen seiner Verdienste im Jahr 1907 der Ehrentitel Geheimer Kommerzienrat und im Juli 1914 die Ehrendoktorwürde (als Dr.-Ing. E. h.) der Technischen Hochschule Aachen verliehen. Nach ihm wurde in der Siedlung Teutoburgia die zentral auf die gleichnamige Zeche zuführende Allee als Baarestraße benannt.
In Bochum gibt es die Baarestraße zwischen Stahlhauser Straße und Bessemerstraße.